# Szalki-sziget (Dunaújváros)

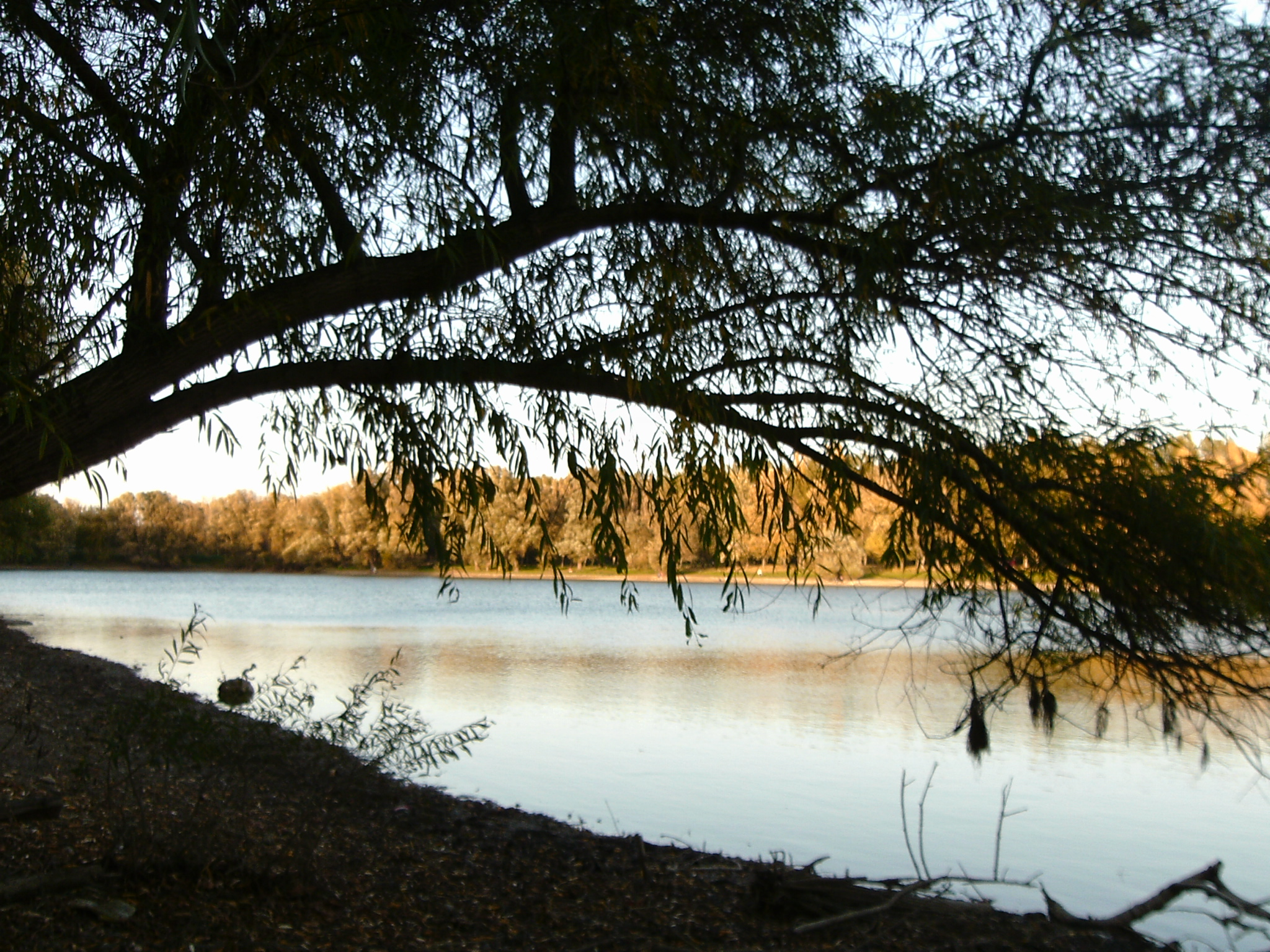
Szalki-sziget

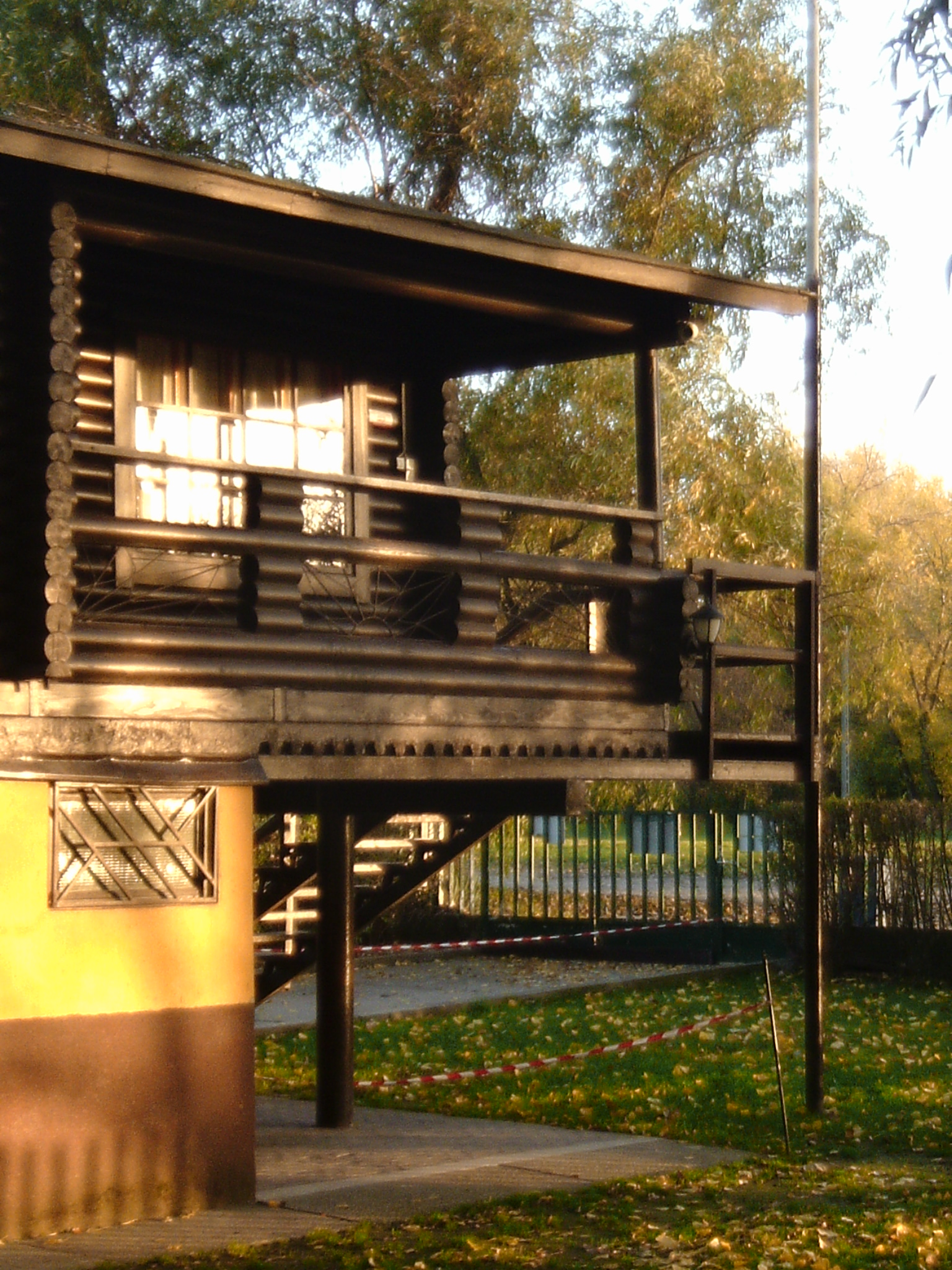
Üdülő

A Szalki-sziget más néven Duna-sziget Dunaújváros egyik területe. A Duna jobb partján fekszik a Szalki-sziget.
A Szalki-sziget korábban csak ipari szerepet kapott a város életében. Mivel ki- és felépült a dunaújvárosi kemping, a szoborpark, a halászcsárda, a rév, üdülőhellyé alakították át.
Ártéri területe a Duna menti síkság. Tervek készültek a rendezésére, 600x200 méteren gáttal elzárt területet hoztak volna létre. Ez egészségügyi és gazdasági kérdéseket is felvetett és a lakókban is tiltakozást váltott ki: a községi elöljáróság, a telektulajdonosok és a közorvos is ellenezte. 35 vízimalom került veszélybe, amely 300 embernek adott kenyeret, plusz még 400 főt érintett. Dunapentele érdekeit kompromisszummal oldották fel egy 1886-os és 1913-as szabályrendelettel.
I. Géza király, aki jó bizánci kapcsolatokkal bírt, 1077-ig tartó uralkodása idején monostort alapított a Szalki-szigettől északra. A monostort 1903-ban felrobbantották, nem sok lelet maradt az épületről. A sziget északi részénél egy 140x160 méteres rommezőn egy kardot, sisakot találtak a monostor után egy leírás szerint. A Magyar Nemzeti Múzeum állították ki a köveit.
1701-ben Pentele része a Duna-sziget fűzfáival és gyümölcsöseivel. A terület Perkáta irányába található.
Az 1760-as években körülbelül tíz dunai malom volt. A Szalki-sziget déli részén található a révházhoz cövekelték le azokat a meder aljához a malomkarókhoz.
1957. július 22-én 60 főnek tudott munkát biztosítani a Vörös Október Ruhagyár dunaújvárosi üzemének induláskor, 1000 fősre tervezték a gyárat. 1957. decemberére 200 fő dolgozott ott. A magas munkanélküliség csökkentése miatt 1957. május 28-án írták alá a szerződést. A Szalki-sziget kikötőjét jelölték ki a gyár kialakítására, az bizonyult a legalkalmasabbnak. A városi tanács fél millió forint anyagi támogatást biztosított az üzem létesítésére. 1970-es évekre több mint 700 munkás dolgozott a ruhagyárban.
1994. május 28-án a Szalki-szigeten a Dunaújvárosi Nagycsaládosok Egyesülete az olimpiai mozgalom XXII. országos vándorgyűlésekor családi napot rendezett.
1994. május 28-án Formula–3-as motorcsónak versenyt rendeztek Dunaújvárosban a Szalki-sziget mellett.
2015-től a sziget a Rockmaraton fesztivál helyszíne.
2018-ban és 2019-ben a Szalki sziget adott helyett a Scoutland cserkészfesztiválnak.

## Település Duna két oldalán
Dunaújváros két parton való terjeszkedésére, a Duna túl oldalán egy település kialakulására, a kiépített aszfalt út miatt, a szalki-szigeti kikötő túlsó oldalán van, a Dunasor, Barátság városrészben a Alsó sétányánál van lehetőség a Dahar program megvalósításával. Az Alsó sétány Duna bal oldali partján a Csabony tanya a megépült aszfalt út, ami az 51-es főútból indul. Mint ahogy Rácalmásnál ez el is kezdődött megvalósulni, a Kiskunsági-főcsatornánál Tass településtől a Dunához aszfalt út vezet, ahol a közvetlenül Dunánál házsorok utcákkal épültek ki.

## Külső hivatkozások
- Dunaújváros Szalki sziget